# Lieve Desmet (dichter)
Lieve Desmet (Menen, 15 november 1959) is een Vlaamse dichter. 
Ze studeerde aan de Sociale School in Kortrijk en was daarna actief in de sector van het algemeen welzijnswerk. Sinds 2004 geeft ze ook les aan de Karel De Grote Hogeschool in Antwerpen. Haar sociale betrokkenheid wordt ook vertaald in haar literaire activiteiten. Ze maakt deel uit van de dichterspoule van  ’De eenzame uitvaart ’ in Leuven en ze nam tijdens de corona-epidemie ook deel aan de poëziemanifestaties ‘Dichter van wacht’ en aan Gedichtenkrans, een initiatief van de Belgische Dichter des Vaderlands, Carl Norac.
Gedichten van Lieve Desmet werden gepubliceerd in verschillende literaire tijdschriften zoals Deus ex Machina, De Brakke Hond , Het Liegend Konijn en Poëziekrant. 
In de periode 1988-1989 nam ze deel aan poëzieworkshops van het dichtersgroep Brussel Literair. Die contacten leidden in 1992 tot de bloemlezing Uit de Spiegelzaal en in 1996 tot de bloemlezing Souterrain 135, waarin ook gedichten van Lieve Desmet werden opgenomen.
In 2020 werden gedichten van haar opgenomen in de tentoonstelling ’Rodin, Meunier en Minne’ museum M in Leuven.
Lieve Desmet is lid van de beheerraad van de schrijfresidentie het ‘Huis van de dichter ’ in Watou.

## Prijzen
- 1989: Sint-Bernard-Prijs, 1989 voor het gedicht 'Grootmoeder stopt de gaten van haar tijd'
- 1991: Poëzieprijs Beveren/Waas voor het gedicht 'Grootmoeder'
- 2012: Simon Michaël Coninckx prijs Sint Truiden voor het gedicht 'In de maat van de zee'